# Salsabila Khairunnisa
Salsabila Khairunnisa (nascida em 2003) é uma ativista ambiental indonésia. Aos 15 anos de idade, ela cofundou o movimento jovem Jaga Rimba, com a missão de lutar contra o desmatamento e a exploração na Indonésia. Em 2020, ela foi indicada pela BBC como uma das 100 Mulheres.

## Biografia
Khairunnisa nasceu em 2003 em Jacarta. Em março de 2019, aos 15 anos, ela cofundou a organização jovem Jaga Rimba, com o objetivo de deter o desmatamento e advogar pelo meio ambiente na Indonésia. Jaga Rimba está proximamente conectada à comunidade que vivia em Laman Kinipan, que foi expulsa de sua aldeia em 2018 por uma empresa de óleo de palma. A empresa PT Sawit Mandiri Lestari (SML) alegou que detinha os direitos para usar a terra em que a comunidade vivia para plantar palma. Eles expulsaram a comunidade, gerando fome, além de afetar a população de orangotangos que vivia na área. A Jaga Rimba faz campanha para garantir que os povos indígenas da floresta Kinipan, uma das últimas florestas tropicais de Bornéu, não percam sua terra.
"A pandemia nos deu uma consciência coletiva de que nós estamos todos sob um mesmo sistema capitalista e patriarcal que baseia sua existência no lucro. É hora de nos unirmos em solidariedade, e conduzir uma recuperação verde e justa.”
Além do seu trabalho com a Jaga Rimba, Khairunnisa é uma das líderes da greve escolar pelo clima na Indonésia. Ela se inspira em Greta Thunberg e Mitzi Jonelle Tan. Em 2020, ela foi indicada para o Prêmio 100 Mulheres da BBC.